# Miranda Miller
Miranda Miller, née le 2 mars 1990 à Squamish, est une coureuse cycliste canadienne spécialiste de VTT de descente. Elle est devenue championne du monde de descente en 2017, 27 ans après sa compatriote Cindy Devine, vainqueur de la première édition.

## Palmarès en VTT

### Championnats du monde
- Cairns 2017
  -  Championne du monde de descente

### Coupe du monde
- Coupe du monde de descente
  - 2016 : 10e du classement général
  - 2017 : 9e du classement général
  - 2018 : 14e du classement général
  - 2019 : 25e du classement général

### Championnats du Canada
- Championne du Canada de descente : 2015, 2016 et 2017